# 议政府市厅站
議政府市廳站（：／ Uijeongbu-sicheong yeok */?）是議政府輕軌沿線的一座高架車站，位於韓國京畿道議政府市議政府洞。站內路線圖稱作市廳站（시청역），但為了與首爾的市廳站作區別，因此正式名稱訂為「議政府市廳站」。

## 車站構造
站體為2面2線側式月台的高架車站，候車月台設有月台幕門。

### 月台配置
| 輕電鐵議政府 ↑ |
| \| 上          |
| ↓ 興宣         |

| 月台 | 路線          | 目的地                                                   |
| ---- | ------------- | -------------------------------------------------------- |
| 上行 | ●議政府輕電鐵 | 輕電鐵議政府、虎谷、回龍、鉢谷方向                       |
| 下行 | ●議政府輕電鐵 | 興宣、東梧、京畿道廳北部廳舍、塔石、複合文化融合園區方向 |

## 歷史
- 2012年7月1日：落成啟用。

## 車站周邊
- 和平廣場
- 勤勞福祉公團（朝鲜语：근로복지공단）
- 青少年文化之家
- 議政府西初等學校
- 議政府西中學
- 議政府消防署
- 議政府市政府
- 議政府市議會
- 議政府稅務署
- 直洞近鄰公園
- 議政府資訊圖書館
- 議政府市青少年訓練館
- 議政府藝術殿堂

## 相鄰車站
議政府輕軌交通
●議政府輕電鐵
輕電鐵議政府（U113）－議政府市廳（U114）－興宣（U115）